# 昆铜乡
昆铜乡是中华人民共和国浙江省湖州市安吉县一个已撤销的乡，2012年5月8日，浙江省人民政府批复同意撤销昆铜乡，将其所辖行政区域划归梅溪镇。